# Jane Hope-Vere
Lady Jane Hope-Vere, marchesa di Ely (3 dicembre 1821 – 11 giugno 1890), è stata una nobildonna inglese.

## Biografia
Era la figlia di James Joseph Hope-Vere e di sua moglie Lady Elizabeth Hay. Suo padre era un discendente dei marchesi di Linlithgow. Attraverso sua cugina Elizabeth, divenne amico di Arthur Wellesley, I duca di Wellington.

## Matrimonio
Sposò, il 29 ottobre 1844, John Loftus, III marchese di Ely, figlio di John Loftus, II marchese di Ely, e di sua moglie, Anna Mary Dashwood. La coppia ha trascorso gran parte del loro tempo nelle loro proprietà irlandesi, come Loftus Hall, nella contea di Wexford, ma compirono regolari visite nel continente. Ebbero due figli:
- Lady Marion Jane Loftus (?-28 ottobre 1933), sposò in prime nozze George Osborn Springfield, non ebbero figli, sposò in seconde nozze il reverendo James Weller, non ebbero figli;
- John Loftus, IV marchese di Ely (22 novembre 1849-3 aprile 1889).

## Lady of the Bedchamber
Jane è stata nominata come Lady of the Bedchamber della regina Vittoria il 15 luglio 1851. Anche se era laboriosa, fedele e devota, le mancava la conoscenza e la discrezione necessarie per il ruolo. Anche se il suo servizio è stato segnato dal suo nervosismo e dalla sua salute, Jane divenne rapidamente uno degli assistenti più fidati della Regina.
Sviluppò amicizie nelle alte sfere, tra cui con la regina Sofia dei Paesi Bassi e l'imperatrice Eugenia. Jane rappresentò la regina alla nascita del figlio dell'imperatrice Eugenia, Napoleone, il principe imperiale.

## Ultimi anni e morte
Dopo il matrimonio della principessa Louise nel 1871, a Jane è stato chiesto di vivere con la regina. Ha continuato a servirla fino all' aprile 1889, quando, dopo la morte del suo unico figlio, ha scritto alla regina le sue dimissioni, riferendo che "questo ultimo colpo è stato abbastanza duro" per lei. Dopo le sue dimissioni, gli è stato concesso il titolo onorifico di Lady Extra di Camera.
Morì l'11 giugno 1890, nella sua casa di Londra, e fu sepolto accanto a suo marito nel cimitero di Kensal Green. La regina venne informata da un telegramma scritto dalla figlia di Jane, e confidò nel suo diario che era "molto turbata. Dio sa che perdita terribile sia per me. Si era assolutamente dedicata a me e siamo rimaste così intime".